# St. Louis All-Stars
St. Louis All-Stars fue un equipo de Fútbol Americano que jugó en la National Football League durante la temporada 1923. El equipo disputó sus partidos de local en el Sportsman's Park. El equipo fue propiedad de Ollie Kraehe, quien a su vez era el gerente, entrenador y jugaba de guardia en el equipo.

## Temporadas
| Año  | V | D | E | Resultado | Entrenador(es) |
| ---- | - | - | - | --------- | -------------- |
| 1923 | 1 | 4 | 2 | 14th      | Ollie Kraehe   |

### Calendario
| Semana | Día                      | Oponente              | Resultado |
| ------ | ------------------------ | --------------------- | --------- |
| –      | 30 de septiembre de 1923 | Murphysboro, Illinois | V 25–0    |
| 1      | 7 de octubre de 1923     | @ Green Bay Packers   | E 0–0     |
| 2      | 14 de octubre de 1923    | Hammond Pros          | E 0–0     |
| 3      | 21 de octubre de 1923    | @ Cleveland Indians   | D 6–0     |
| 4      | 28 de octubre de 1923    | @ Milwaukee Badgers   | D 6–0     |
| 5      | 4 de noviembre de 1923   | Green Bay Packers     | D 3–0     |
| 6      | 11 de noviembre de 1923  | Oorang Indians        | V 14–7    |
| 7      | 24 de noviembre de 1923  | Milwaukee Badgers     | D 17–0    |
| –      | 2 de diciembre de 1923   | at Benld Independents | D 9–7     |

- Los juegos en cursivas fueron contra equipos que no estaban en la liga.